# آرتاشس باغداساریان
آرتاشس آرمنی باغداساریان (ارمنی: Արտաշես Արմենի Բաղդասարյան؛ زادهٔ ۱۱ فوریهٔ ۱۹۸۴) بازیکن فوتبال در پست مدافع اهل ارمنستان است.

## باشگاهی
از باشگاه‌هایی که در آن بازی کرده‌است می‌توان به کوتایک، باشگاه فوتبال کیلیکیا، آستریا کرنتن، اولیس و ایمپالس اشاره کرد.

## تیم ملی
وی همچنین در تیم‌های ملی فوتبال زیر ۲۱ سال ارمنستان و بزرگسالان ارمنستان بازی کرده‌است. باغداساریان نخستین و تنها بازی ملی خود را در چهارچوب CIT-10 در تاریخ ۱ مارس ۲۰۰۶ در لیماسول در مقابل قبرس انجام داده‌است.